# Бигос
Бигос или Бигош је познати ловачки гулаш, традиционално јело типично у пољској, литванској, белоруској и украјинској кухињи, сматра се пољским и украјинским националним јелом.
Не постоји јединствени рецепт за укусан гулаш од купуса и меса, тако и рецепти варирају од регије до регије и од породице до породице. Типични састојци укључују неколико врста меса, кобасица, киселог и свежег купуса, гљива, сувог воћа и зачина.
Бигос се обично једе уз пире кромпир или ражани хлеб. Као и код многих других варива, бигос се може држати на хладном месту или фрижидеру, а затим подгревати касније, укус му се појачава када се поново подгреје.